# كليشا درخ
كليشا درخ هي قرية في مقاطعة لنجان، إيران. عدد سكان هذه القرية هو 1,684 في سنة 2006.